# Салман аль-Фарадж
Салман аль-Фарадж (араб. سلمان الفرج; нар. 1 серпня 1989) — саудівський футболіст, півзахисник клубу «Аль-Гіляль».
Виступав, зокрема, за клуб «Аль-Гіляль», а також національну збірну Саудівської Аравії.

## Клубна кар'єра
У дорослому футболі дебютував 2010 року виступами за команду клубу «Аль-Гіляль», кольори якої захищає й донині.

## Виступи за збірну
У 2011 році дебютував в офіційних матчах у складі національної збірної Саудівської Аравії.
У складі збірної був учасником кубка Азії з футболу 2015 року в Австралії.

## Титули і досягнення
- Чемпіон Саудівської Аравії (8):

«Аль-Гіляль»: 2009-10, 2010-11, 2016-17, 2017-18, 2019-20, 2020-21, 2021-22, 2023-24
- Володар Королівського кубка Саудівської Аравії (5):

«Аль-Гіляль»: 2014-15, 2016-17, 2019-20, 2022-23, 2023-24
- Володар Кубка наслідного принца Саудівської Аравії (6):

«Аль-Гіляль»: 2008-09, 2009-10, 2010-11, 2011-12, 2012-13, 2015-16
- Володар Суперкубка Саудівської Аравії (5):

«Аль-Гіляль»: 2015, 2018, 2021, 2023, 2024
- Переможець Ліги чемпіонів АФК (2):

«Аль-Гіляль»: 2019, 2021